# НБА в сезоні 2021–2022
Сезон НБА 2021–2022 був 76-им сезоном в Національній баскетбольній асоціації. Переможцями сезону стали «Голден-Стейт Ворріорс», які здолали у фінальній серії «Бостон Селтікс».

## Регламент змагання
Участь у сезоні брали 30 команд, розподілених між двома конференціями — Східною і Західною, кожна з яких у свою чергу складалася з трьох дивізіонів.
По ходу регулярного сезону кожна з команд-учасниць провела по 82 гри (по 41 грі на власному майданчику і на виїзді). При цьому з командами свого дивізіону проводилося по чотири гри, із шістьома командами з інших дивізіонів своєї конференції — теж по чотири гри, а з рештою чотирма командами своєї конференції — по три. Нарешті команди з різних конференцій проводили між собою по два матчі.
До раунду плей-оф напряму виходили по шість найкращих команд кожної з конференцій. Ще по два учасники плей-оф від кожної конференції визначалися за результатами раунду плей-ін, учасниками якого ставали команди, що посіли місця із 7 по 10. Плей-оф відбувався за олімпійською системою, за якою найкраща команда кожної конференції починала боротьбу проти команди, яка посіла восьме місце у тій же конференції, друга команда конференції — із сьомою, і так далі. В усіх раундах плей-оф переможець кожної пари визначався в серії ігор, яка тривала до чотирьох перемог однієї з команд.
Чемпіони кожної з конференцій, що визначалися на стадії плей-оф, для визначення чемпіона НБА зустрічалися між собою у Фіналі, що складався із серії ігор до чотирьох перемог.

## Регулярний сезон
Регулярний сезон тривав з 19 жовтня 2021 по 10 квітня 2022 року. Найкращий результат по його завершенні мали «Фінікс Санз» які здобули 64 перемоги при 18 поразках.

### Підсумкові таблиці за дивізіонами
| Атлантичний дивізіон              | В  | П  | %П   | Відст | Дом   | Гост  | Див  | І  |
| --------------------------------- | -- | -- | ---- | ----- | ----- | ----- | ---- | -- |
| y – «Бостон Селтікс»              | 51 | 31 | .622 | 0.0   | 28–13 | 23–18 | 9–7  | 82 |
| x – «Філадельфія Севенті-Сіксерс» | 51 | 31 | .622 | 0.0   | 24–17 | 27–14 | 6–10 | 82 |
| x – «Торонто Репторз»             | 48 | 34 | .585 | 3.0   | 24–17 | 24–17 | 10–6 | 82 |
| x − «Бруклін Нетс»                | 44 | 38 | .537 | 7.0   | 20–21 | 24–17 | 10–6 | 82 |
| «Нью-Йорк Нікс»                   | 37 | 45 | .451 | 14.0  | 17–24 | 20–21 | 5–11 | 82 |

| Південно-Східний дивізіон | В  | П  | %П   | Відст | Дом   | Гост  | Див  | І  |
| ------------------------- | -- | -- | ---- | ----- | ----- | ----- | ---- | -- |
| c – «Маямі Гіт»           | 53 | 29 | .646 | 0.0   | 29–12 | 24–17 | 13–3 | 82 |
| x − «Атланта Гокс»        | 43 | 39 | .524 | 10.0  | 27–14 | 16–25 | 9–7  | 82 |
| pi − «Шарлотт Горнетс»    | 43 | 39 | .524 | 10.0  | 22–19 | 21–20 | 8–8  | 82 |
| «Вашингтон Візардс»       | 35 | 47 | .427 | 18.0  | 21–20 | 14–27 | 7–9  | 82 |
| «Орландо Меджик»          | 22 | 60 | .268 | 31.0  | 12–29 | 10–31 | 3–13 | 82 |

| Центральний дивізіон      | В  | П  | %П   | Відст | Дом   | Гост  | Див  | І  |
| ------------------------- | -- | -- | ---- | ----- | ----- | ----- | ---- | -- |
| y – «Мілуокі Бакс»        | 51 | 31 | .622 | 0.0   | 27–14 | 24–17 | 12–4 | 82 |
| x – «Чикаго Буллз»        | 46 | 36 | .561 | 5.0   | 27–14 | 19–22 | 10–6 | 82 |
| pi − «Клівленд Кавальєрс» | 44 | 38 | .537 | 7.0   | 25–16 | 19–22 | 10–6 | 82 |
| «Індіана Пейсерз»         | 25 | 57 | .305 | 26.0  | 16–25 | 9–32  | 2–14 | 82 |
| «Детройт Пістонс»         | 23 | 59 | .280 | 28.0  | 13–28 | 10–31 | 6–10 | 82 |

| Південно-Західний дивізіон | В  | П  | %П   | Відст | Дом   | Гост  | Див  | І  |
| -------------------------- | -- | -- | ---- | ----- | ----- | ----- | ---- | -- |
| y – «Мемфіс Ґріззліс»      | 56 | 26 | .683 | 0.0   | 30–11 | 26–15 | 11–5 | 82 |
| x – «Даллас Маверікс»      | 52 | 30 | .634 | 4.0   | 29–12 | 23–18 | 14–2 | 82 |
| x – «Нью-Орлінс Пеліканс»  | 36 | 46 | .439 | 20.0  | 19–22 | 17–24 | 6–10 | 82 |
| pi − «Сан-Антоніо Сперс»   | 34 | 48 | .415 | 22.0  | 16–25 | 18–23 | 6–10 | 82 |
| «Х'юстон Рокетс»           | 20 | 62 | .244 | 36.0  | 11–30 | 9–32  | 3–13 | 82 |

| Північно-Західний дивізіон  | В  | П  | %П   | Відст | Дом   | Гост  | Див  | І  |
| --------------------------- | -- | -- | ---- | ----- | ----- | ----- | ---- | -- |
| y – «Юта Джаз»              | 49 | 33 | .598 | 0.0   | 29–12 | 20–21 | 15–1 | 82 |
| x – «Денвер Наггетс»        | 48 | 34 | .585 | 1.0   | 23–18 | 25–16 | 6–10 | 82 |
| x – «Міннесота Тімбервулвз» | 46 | 36 | .561 | 3.0   | 26–15 | 20–21 | 12–4 | 82 |
| «Портленд Трейл-Блейзерс»   | 27 | 55 | .329 | 22.0  | 17–24 | 10–31 | 1–15 | 82 |
| «Оклахома-Сіті Тандер»      | 24 | 58 | .293 | 25.0  | 12–29 | 12–29 | 6–10 | 82 |

| Тихоокеанський дивізіон      | В  | П  | %П   | Відст | Дом   | Гост  | Див  | І  |
| ---------------------------- | -- | -- | ---- | ----- | ----- | ----- | ---- | -- |
| z – «Фінікс Санз»            | 64 | 18 | .780 | 0.0   | 32–9  | 32–9  | 10–6 | 82 |
| x – «Голден-Стейт Ворріорс»  | 53 | 29 | .646 | 11.0  | 31–10 | 22–19 | 12–4 | 82 |
| pi – «Лос-Анджелес Кліпперс» | 42 | 40 | .512 | 22.0  | 25–16 | 17–24 | 9–7  | 82 |
| «Лос-Анджелес Лейкерс»       | 33 | 49 | .402 | 31.0  | 21–20 | 12–29 | 3–13 | 82 |
| «Сакраменто Кінґс»           | 30 | 52 | .366 | 34.0  | 16–25 | 14–27 | 6–10 | 82 |

### Підсумкові таблиці за конференціями
| Східна конференція | Східна конференція                | Східна конференція | Східна конференція | Східна конференція | Східна конференція | Східна конференція |
| #                  | Команда                           | В                  | П                  | %П                 | Відст              | І                  |
| ------------------ | --------------------------------- | ------------------ | ------------------ | ------------------ | ------------------ | ------------------ |
| 1                  | c – «Маямі Гіт» *                 | 53                 | 29                 | .646               | –                  | 82                 |
| 2                  | y – «Бостон Селтікс» *            | 51                 | 31                 | .622               | 2.0                | 82                 |
| 3                  | y – «Мілуокі Бакс» *              | 51                 | 31                 | .622               | 2.0                | 82                 |
| 4                  | x – «Філадельфія Севенті-Сіксерс» | 51                 | 31                 | .622               | 2.0                | 82                 |
| 5                  | x – «Торонто Репторз»             | 48                 | 34                 | .585               | 5.0                | 82                 |
| 6                  | x – «Чикаго Буллз»                | 46                 | 36                 | .561               | 7.0                | 82                 |
| 7                  | x − «Бруклін Нетс»                | 44                 | 38                 | .537               | 9.0                | 82                 |
| 8                  | pi − «Клівленд Кавальєрс»         | 44                 | 38                 | .537               | 9.0                | 82                 |
|                    |                                   |                    |                    |                    |                    |                    |
| 9                  | x − «Атланта Гокс»                | 43                 | 39                 | .524               | 10.0               | 82                 |
| 10                 | pi − «Шарлотт Горнетс»            | 43                 | 39                 | .524               | 10.0               | 82                 |
| 11                 | «Нью-Йорк Нікс»                   | 37                 | 45                 | .451               | 16.0               | 82                 |
| 12                 | «Вашингтон Візардс»               | 35                 | 47                 | .427               | 18.0               | 82                 |
| 13                 | «Індіана Пейсерз»                 | 25                 | 57                 | .305               | 28.0               | 82                 |
| 14                 | «Детройт Пістонс»                 | 23                 | 59                 | .280               | 30.0               | 82                 |
| 15                 | «Орландо Меджик»                  | 22                 | 60                 | .268               | 31.0               | 82                 |

| Західна конференція | Західна конференція          | Західна конференція | Західна конференція | Західна конференція | Західна конференція | Західна конференція |
| #                   | Команда                      | В                   | П                   | %П                  | Відст               | І                   |
| ------------------- | ---------------------------- | ------------------- | ------------------- | ------------------- | ------------------- | ------------------- |
| 1                   | z – «Фінікс Санз» *          | 64                  | 18                  | .780                | –                   | 82                  |
| 2                   | y – «Мемфіс Ґріззліс» *      | 56                  | 26                  | .683                | 8.0                 | 82                  |
| 3                   | x – «Голден-Стейт Ворріорс»  | 53                  | 29                  | .646                | 11.0                | 82                  |
| 4                   | x – «Даллас Маверікс»        | 52                  | 30                  | .634                | 12.0                | 82                  |
| 5                   | y – «Юта Джаз» *             | 49                  | 33                  | .598                | 15.0                | 82                  |
| 6                   | x – «Денвер Наггетс»         | 48                  | 34                  | .585                | 16.0                | 82                  |
| 7                   | x – «Міннесота Тімбервулвз»  | 46                  | 36                  | .561                | 18.0                | 82                  |
| 8                   | pi – «Лос-Анджелес Кліпперс» | 42                  | 40                  | .512                | 22.0                | 82                  |
|                     |                              |                     |                     |                     |                     |                     |
| 9                   | x – «Нью-Орлінс Пеліканс»    | 36                  | 46                  | .439                | 28.0                | 82                  |
| 10                  | pi − «Сан-Антоніо Сперс»     | 34                  | 48                  | .415                | 30.0                | 82                  |
| 11                  | «Лос-Анджелес Лейкерс»       | 33                  | 49                  | .402                | 31.0                | 82                  |
| 12                  | «Сакраменто Кінґс»           | 30                  | 52                  | .366                | 34.0                | 82                  |
| 13                  | «Портленд Трейл-Блейзерс»    | 27                  | 55                  | .329                | 37.0                | 82                  |
| 14                  | «Оклахома-Сіті Тандер»       | 24                  | 58                  | .293                | 40.0                | 82                  |
| 15                  | «Х'юстон Рокетс»             | 20                  | 62                  | .244                | 44.0                | 82                  |

Легенда:
- z – Найкраща команда регулярного сезону НБА
- c – Найкраща команда конференції
- y – Переможець дивізіону
- x – Учасник плей-оф
- pi – Учасник плей-ін

## Плей-ін
У раунді плей-ін команди, що посіли із 7 по 10 місця у своїх конференціях за результатами регулярного чемпіонату, визначали між собою по два учасники плей-оф від кожної конференції. Турнір проводився з 12 по 15 квітня. Команда, що посіла 7-ме місце у регулярному чемпіонаті, приймала команду, що фінішувала восьмою. Переможець цієї гри забезпечував собі участь у плей-оф як сьома команда конференції. Дев'ята команда регулярного чемпіонату приймала десяту у грі, в якій визначався учасник матчу, в якому розігрувалося восьме місце у плей-оф. Цей матч проводився проти команди, яка поступилася у грі сьомої і восьмої команд регулярної першості.

### Східна конференція
|  | Ігри плей-ін | Ігри плей-ін         | Ігри плей-ін   |     |  | Гра за 8 місце | Гра за 8 місце       | Гра за 8 місце |  |   | Місця у плей-оф | Місця у плей-оф | Місця у плей-оф |
|  |              |                      |                |     |  |                |                      |                |  |   |                 |                 |                 |
|  | 7            | «Бруклін Нетс»       | 115            |     |  |                |                      |                |  |   |                 |                 |                 |
|  | 8            | «Клівленд Кавальєрс» | 108            |     |  |                |                      |                |  |   | 7               | «Бруклін Нетс»  | 7-ме місце      |
|  |              |                      |                |     |  | 8              | «Клівленд Кавальєрс» | 101            |  | 9 | «Атланта Гокс»  | 8-ме місце      |                 |
|  |              | 9                    | «Атланта Гокс» | 107 |  |                |                      |                |  |   |                 |                 |                 |
|  | 9            | «Атланта Гокс»       | 132            |     |  |                |                      |                |  |   |                 |                 |                 |
|  | 10           | «Шарлотт Горнетс»    | 103            |     |  |                |                      |                |  |   |                 |                 |                 |

Жирним наведені переможці двобою

Курсивом наведені команди-господарі гри

### Західна Конференція
|  | Ігри плей-ін | Ігри плей-ін            | Ігри плей-ін          |     |  | Гра за 8 місце | Гра за 8 місце          | Гра за 8 місце |  |   | Місця у плей-оф       | Місця у плей-оф         | Місця у плей-оф |
|  |              |                         |                       |     |  |                |                         |                |  |   |                       |                         |                 |
|  | 7            | «Міннесота Тімбервулвз» | 109                   |     |  |                |                         |                |  |   |                       |                         |                 |
|  | 8            | «Лос-Анджелес Кліпперс» | 104                   |     |  |                |                         |                |  |   | 7                     | «Міннесота Тімбервулвз» | 7-ме місце      |
|  |              |                         |                       |     |  | 8              | «Лос-Анджелес Кліпперс» | 101            |  | 9 | «Нью-Орлінс Пеліканс» | 8-ме місце              |                 |
|  |              | 9                       | «Нью-Орлінс Пеліканс» | 105 |  |                |                         |                |  |   |                       |                         |                 |
|  | 9            | «Нью-Орлінс Пеліканс»   | 113                   |     |  |                |                         |                |  |   |                       |                         |                 |
|  | 10           | «Сан-Антоніо Сперс»     | 103                   |     |  |                |                         |                |  |   |                       |                         |                 |

Жирним наведені переможці двобою

Курсивом наведені команди-господарі гри

## Плей-оф
Переможці пар плей-оф позначені жирним. Цифри перед назвою команди відповідають її позиції у підсумковій турнірній таблиці регулярного сезону конференції. Цифри після назви команди відповідають кількості її перемог у відповідному раунді плей-оф. Курсивом позначені команди, які мали перевагу власного майданчику (принаймі потенційно могли провести більшість ігор серії вдома).
|  | Перший раунд        | Перший раунд            | Перший раунд |   |                               | Півфінали конференції | Півфінали конференції | Півфінали конференції |  |    | Фінали конференції | Фінали конференції | Фінали конференції |  |    | Фінал НБА | Фінал НБА | Фінал НБА |
|  |                     |                         |              |   |                               |                       |                       |                       |  |    |                    |                    |                    |  |    |           |           |           |
|  | E1                  | «Маямі Гіт»*            | 4            |   |                               |                       |                       |                       |  |    |                    |                    |                    |  |    |           |           |           |
|  | E8                  | «Атланта Гокс»          | 1            |   |                               |                       |                       |                       |  |    |                    |                    |                    |  |    |           |           |           |
|  | E8                  | «Атланта Гокс»          | 1            |   | E1                            | Маямі*                | 4                     |                       |  |    |                    |                    |                    |  |    |           |           |           |
|  |                     |                         |              |   | E1                            | Маямі*                | 4                     |                       |  |    |                    |                    |                    |  |    |           |           |           |
|  |                     | E4                      | Філадельфія  | 2 |                               |                       |                       |                       |  |    |                    |                    |                    |  |    |           |           |           |
|  | E4                  | E4                      | Філадельфія  | 2 | «Філадельфія Севенті-Сіксерс» | 4                     |                       |                       |  |    |                    |                    |                    |  |    |           |           |           |
|  | E4                  |                         |              |   | «Філадельфія Севенті-Сіксерс» | 4                     |                       |                       |  |    |                    |                    |                    |  |    |           |           |           |
|  | E5                  | «Торонто Репторз»       | 2            |   |                               |                       |                       |                       |  |    |                    |                    |                    |  |    |           |           |           |
|  | E5                  | «Торонто Репторз»       | 2            |   |                               |                       |                       |                       |  | E1 | Маямі*             | 3                  |                    |  |    |           |           |           |
|  | Східна конференція  |                         |              |   |                               |                       |                       |                       |  | E1 | Маямі*             | 3                  |                    |  |    |           |           |           |
|  |                     | E2                      | Бостон*      | 4 |                               |                       |                       |                       |  |    |                    |                    |                    |  |    |           |           |           |
|  | E3                  | E2                      | Бостон*      | 4 | «Мілвокі Бакс»*               | 4                     |                       |                       |  |    |                    |                    |                    |  |    |           |           |           |
|  | E3                  |                         |              |   | «Мілвокі Бакс»*               | 4                     |                       |                       |  |    |                    |                    |                    |  |    |           |           |           |
|  | E6                  | «Чикаго Буллз»          | 1            |   |                               |                       |                       |                       |  |    |                    |                    |                    |  |    |           |           |           |
|  | E6                  | «Чикаго Буллз»          | 1            |   | E3                            | Мілвокі*              | 3                     |                       |  |    |                    |                    |                    |  |    |           |           |           |
|  |                     |                         |              |   | E3                            | Мілвокі*              | 3                     |                       |  |    |                    |                    |                    |  |    |           |           |           |
|  |                     | E2                      | Бостон*      | 4 |                               |                       |                       |                       |  |    |                    |                    |                    |  |    |           |           |           |
|  | E2                  | E2                      | Бостон*      | 4 | «Бостон Селтікс»*             | 4                     |                       |                       |  |    |                    |                    |                    |  |    |           |           |           |
|  | E2                  |                         |              |   | «Бостон Селтікс»*             | 4                     |                       |                       |  |    |                    |                    |                    |  |    |           |           |           |
|  | E7                  | «Бруклін Нетс»          | 0            |   |                               |                       |                       |                       |  |    |                    |                    |                    |  |    |           |           |           |
|  | E7                  | «Бруклін Нетс»          | 0            |   |                               |                       |                       |                       |  |    |                    |                    |                    |  | E2 | Бостон*   | 2         |           |
|  |                     |                         |              |   |                               |                       |                       |                       |  |    |                    |                    |                    |  | E2 | Бостон*   | 2         |           |
|  |                     | W3                      | Голден-Стейт | 4 |                               |                       |                       |                       |  |    |                    |                    |                    |  |    |           |           |           |
|  | W1                  | W3                      | Голден-Стейт | 4 | «Фінікс Санз»*                | 4                     |                       |                       |  |    |                    |                    |                    |  |    |           |           |           |
|  | W1                  |                         |              |   | «Фінікс Санз»*                | 4                     |                       |                       |  |    |                    |                    |                    |  |    |           |           |           |
|  | W8                  | «Нью-Орлінс Пеліканс»   | 2            |   |                               |                       |                       |                       |  |    |                    |                    |                    |  |    |           |           |           |
|  | W8                  | «Нью-Орлінс Пеліканс»   | 2            |   | W1                            | Фінікс*               | 3                     |                       |  |    |                    |                    |                    |  |    |           |           |           |
|  |                     |                         |              |   | W1                            | Фінікс*               | 3                     |                       |  |    |                    |                    |                    |  |    |           |           |           |
|  |                     | W4                      | Даллас       | 4 |                               |                       |                       |                       |  |    |                    |                    |                    |  |    |           |           |           |
|  | W4                  | W4                      | Даллас       | 4 | «Даллас Маверікс»             | 4                     |                       |                       |  |    |                    |                    |                    |  |    |           |           |           |
|  | W4                  |                         |              |   | «Даллас Маверікс»             | 4                     |                       |                       |  |    |                    |                    |                    |  |    |           |           |           |
|  | W5                  | «Юта Джаз»*             | 2            |   |                               |                       |                       |                       |  |    |                    |                    |                    |  |    |           |           |           |
|  | W5                  | «Юта Джаз»*             | 2            |   |                               |                       |                       |                       |  | W4 | Даллас             | 1                  |                    |  |    |           |           |           |
|  | Західна конференція |                         |              |   |                               |                       |                       |                       |  | W4 | Даллас             | 1                  |                    |  |    |           |           |           |
|  |                     | W3                      | Голден-Стейт | 4 |                               |                       |                       |                       |  |    |                    |                    |                    |  |    |           |           |           |
|  | W3                  | W3                      | Голден-Стейт | 4 | «Голден-Стейт Ворріорс»       | 4                     |                       |                       |  |    |                    |                    |                    |  |    |           |           |           |
|  | W3                  |                         |              |   | «Голден-Стейт Ворріорс»       | 4                     |                       |                       |  |    |                    |                    |                    |  |    |           |           |           |
|  | W6                  | «Денвер Наггетс»        | 1            |   |                               |                       |                       |                       |  |    |                    |                    |                    |  |    |           |           |           |
|  | W6                  | «Денвер Наггетс»        | 1            |   | W3                            | Голден-Стейт          | 4                     |                       |  |    |                    |                    |                    |  |    |           |           |           |
|  |                     |                         |              |   | W3                            | Голден-Стейт          | 4                     |                       |  |    |                    |                    |                    |  |    |           |           |           |
|  |                     | W2                      | Мемфіс*      | 2 |                               |                       |                       |                       |  |    |                    |                    |                    |  |    |           |           |           |
|  | W2                  | W2                      | Мемфіс*      | 2 | «Мемфіс Ґріззліс»*            | 4                     |                       |                       |  |    |                    |                    |                    |  |    |           |           |           |
|  | W2                  |                         |              |   | «Мемфіс Ґріззліс»*            | 4                     |                       |                       |  |    |                    |                    |                    |  |    |           |           |           |
|  | W7                  | «Міннесота Тімбервулвз» | 2            |   |                               |                       |                       |                       |  |    |                    |                    |                    |  |    |           |           |           |

* — переможці дивізіонів.

## Статистика

### Лідери за індивідуальними статистичними показниками
| Показник                    | Гравець        | Команда(и)                    | Результат |
| --------------------------- | -------------- | ----------------------------- | --------- |
| Очки за гру                 | Джоел Ембід    | «Філадельфія Севенті-Сіксерс» | 30.6      |
| Підбирання за гру           | Руді Гобер     | «Юта Джаз»                    | 14.7      |
| Передачі за гру             | Кріс Пол       | «Фінікс Санз»                 | 10.8      |
| Перехоплення за гру         | Дежонте Маррей | «Сан-Антоніо Сперс»           | 2.0       |
| Блокування за гру           | Джарен Джексон | «Мемфіс Ґріззліс»             | 2.3       |
| Втрати за гру               | Лука Дончич    | «Даллас Маверікс»             | 4.5       |
| Порушення правил за гру     | Джейшон Тейт   | «Х'юстон Рокетс»              | 3.7       |
| Хвилини за гру              | Паскаль Сіакам | «Торонто Репторз»             | 37.9      |
| % влучань з гри             | Руді Гобер     | «Юта Джаз»                    | 71.3%     |
| % влучань штрафних кидків   | Джордан Пул    | «Голден-Стейт Ворріорс»       | 92.5%     |
| % влучань 3-очкових кидків  | Люк Кеннард    | «Лос-Анджелес Кліпперс»       | 44.9%     |
| Рейтинг ефективності гравця | Нікола Йокич   | «Денвер Наггетс»              | 32.8      |
| Дабл-дабли                  | Нікола Йокич   | «Денвер Наггетс»              | 66        |
| Трипл-дабли                 | Нікола Йокич   | «Денвер Наггетс»              | 19        |

### Рекорди за гру
| Показник     | Гравець           | Команда                       | Результат |
| ------------ | ----------------- | ----------------------------- | --------- |
| Очки         | Карл-Ентоні Таунс | «Міннесота Тімбервулвз»       | 60        |
| Очки         | Кайрі Ірвінг      | «Бруклін Нетс»                | 60        |
| Підбирання   | Домантас Сабоніс  | «Індіана Пейсерз»             | 25        |
| Підбирання   | Андре Драммонд    | «Філадельфія Севенті-Сіксерс» | 25        |
| Передачі     | Даріус Гарленд    | «Клівленд Кавальєрс»          | 19        |
| Передачі     | Кріс Пол          | «Фінікс Санз»                 | 19        |
| Перехоплення | Пол Джордж        | «Лос-Анджелес Кліпперс»       | 8         |
| Блокування   | Деніел Геффорд    | «Вашингтон Візардс»           | 8         |
| Блокування   | Мітчелл Робінсон  | «Нью-Йорк Нікс»               | 8         |
| Триочкові    | Боян Богданович   | «Юта Джаз»                    | 11        |
| Триочкові    | Малік Бізлі       | «Міннесота Тімбервулвз»       | 11        |
| Триочкові    | Роберт Ковінгтон  | «Лос-Анджелес Кліпперс»       | 11        |

### Команди-лідери за статистичними показниками
| Показник                  | Команда                       | Результат |
| ------------------------- | ----------------------------- | --------- |
| Очки за гру               | «Міннесота Тімбервулвз»       | 115.9     |
| Підбирання за гру         | «Мемфіс Ґріззліс»             | 49.2      |
| Передачі за гру           | «Шарлотт Горнетс»             | 28.1      |
| Перехоплення за гру       | «Мемфіс Ґріззліс»             | 9.8       |
| Блокування за гру         | «Мемфіс Ґріззліс»             | 6.5       |
| Втрати за гру             | «Х'юстон Рокетс»              | 16.5      |
| Порушення правил за гру   | «Детройт Пістонс»             | 21.9      |
| % влучань з гри           | «Фінікс Санз»                 | 48.5%     |
| % влучань штрафних кидків | «Філадельфія Севенті-Сіксерс» | 82.1%     |
| 3P%                       | «Маямі Гіт»                   | 37.9%     |
| +/−                       | «Фінікс Санз»                 | +7.8      |

## Нагороди НБА

### Щорічні нагороди
| Нагорода                                                       | Лауреат(и)                               | Фіналісти |
| -------------------------------------------------------------- | ---------------------------------------- | --- |
| Найцінніший гравець                                            | Нікола Йокич («Денвер Наггетс»)          | Янніс Адетокумбо («Мілвокі Бакс») Джоел Ембід («Філадельфія Севенті-Сіксерс») |
| Найкращий захисний гравець                                     | Маркус Смарт («Бостон Селтікс»)          | Мікал Бріджес («Фінікс Санз») Руді Гобер («Юта Джаз») |
| Новачок року                                                   | Скотті Барнс («Торонто Репторз»)         | Кейд Каннінгем («Детройт Пістонс») Еван Моблі («Клівленд Кавальєрс») |
| Найкращий шостий гравець                                       | Тайлер Хірро («Маямі Гіт»)               | Кемерон Джонсон («Фінікс Санз») Кевін Лав («Клівленд Кавальєрс») |
| Найбільш прогресуючий гравець                                  | Джа Морант («Мемфіс Ґріззліс»)           | Даріус Гарленд («Клівленд Кавальєрс») Дежонте Маррей («Сан-Антоніо Сперс») |
| Тренер року                                                    | Монті Вільямс («Фінікс Санз»)            | Тейлор Дженкінс («Мемфіс Ґріззліс») Ерік Споулстра («Маямі Гіт») |
| Менеджер року                                                  | Закарі Клейман («Мемфіс Ґріззліс»)       | Кобі Альтман («Клівленд Кавальєрс») Артурас Карнішовас («Чикаго Буллз») |
| Приз за спортивну поведінку                                    | Патті Міллс («Бруклін Нетс»)             | Едріс Адебайо («Маямі Гіт») Мікал Бріджес («Фінікс Санз») Даріус Гарленд («Клівленд Кавальєрс») Джефф Грін («Денвер Наггетс») Джарен Джексон («Мемфіс Ґріззліс») |
| Нагорода Дж. Волтера Кеннеді                                   |                                          | |
| Нагорода найкращому одноклубнику імені Тваймена-Стоукса        | Джру Голідей («Мілвокі Бакс»)            | Демар Дерозан («Чикаго Буллз») Бобан Мар'янович («Даллас Маверікс») |
| Нагорода за допомогу громаді                                   | Гарі Пейтон II («Голден-Стейт Ворріорс») | Бісмак Бійомбо («Фінікс Санз») Роберт Ковінгтон («Лос-Анджелес Кліпперс») Лука Дончич («Даллас Маверікс») Тобіас Гарріс («Філадельфія Севенті-Сіксерс») Джарен Джексон («Мемфіс Ґріззліс») Брук Лопес («Мілвокі Бакс») Рікі Рубіо («Індіана Пейсерз») Карл-Ентоні Таунс («Міннесота Тімбервулвз») Трей Янг («Атланта Гокс») |
| Лідер за соціальною справедливістю імені Каріма Абдул-Джаббара | Реджі Буллок («Даллас Маверікс»)         | Джру Голідей («Мілвокі Бакс») Джарен Джексон («Мемфіс Ґріззліс») Карл-Ентоні Таунс («Міннесота Тімбервулвз») Фред ВанВліт («Торонто Репторз») |

| - Перша збірна всіх зірок: - F Янніс Адетокумбо, «Мілвокі Бакс» - F Джейсон Тейтум, «Бостон Селтікс» - C Нікола Йокич, «Денвер Наггетс» - G Лука Дончич, «Даллас Маверікс» - G Девін Букер, «Фінікс Санз» | - Друга збірна всіх зірок: - F Демар Дерозан, «Чикаго Буллз» - F Кевін Дюрант, «Бруклін Нетс» - C Джоел Ембід, «Філадельфія Севенті-Сіксерс» - G Стефен Каррі, «Голден-Стейт Ворріорс» - G Джа Морант, «Мемфіс Ґріззліс» | - Третя збірна всіх зірок: - F Леброн Джеймс, «Лос-Анджелес Лейкерс» - F Паскаль Сіакам, «Торонто Репторз» - C Карл-Ентоні Таунс, «Міннесота Тімбервулвз» - G Кріс Пол, «Фінікс Санз» - G Трей Янг, «Атланта Гокс» |

| - Перша збірна всіх зірок захисту: - F Янніс Адетокумбо, «Мілвокі Бакс» - F Джарен Джексон, «Мемфіс Ґріззліс» - C Руді Гобер, «Юта Джаз» - G Маркус Смарт, «Бостон Селтікс» - G Мікал Бріджес, «Фінікс Санз» | - Друга збірна всіх зірок захисту: - F Едріс Адебайо, «Маямі Гіт» - F Дреймонд Грін, «Голден-Стейт Ворріорс» - C Роберт Вільямс III, «Бостон Селтікс» - G Джру Голідей, «Мілвокі Бакс» - G Матісс Тайбулл, «Філадельфія Севенті-Сіксерс» |

| - Перша збірна новачків: - Скотті Барнс, «Торонто Репторз» - Кейд Каннінгем, «Детройт Пістонс» - Еван Моблі, «Клівленд Кавальєрс» - Франц Вагнер, «Орландо Меджик» - Джейлен Грін, «Х'юстон Рокетс» | - Друга збірна новачків: - Герберт Джонс, «Нью-Орлінс Пеліканс» - Джош Гідді, «Оклахома-Сіті Тандер» - Бонс Гайленд, «Денвер Наггетс» - Айо Досунму, «Чикаго Буллз» - Кріс Дуарте, «Індіана Пейсерз» |

### Гравець тижня
| Тиждень                 | Східна конференція                                | Західна конференція                                    | Ref    |
| ----------------------- | ------------------------------------------------- | ------------------------------------------------------ | ------ |
| 19–24 жовтня            | Майлс Бріджес («Шарлотт Горнетс») (1/1)           | Стефен Каррі («Голден-Стейт Ворріорс») (1/2)           | [ 17 ] |
| 25–31 жовтня            | Джиммі Батлер («Маямі Гіт») (1/1)                 | Руді Гобер («Юта Джаз») (1/1)                          | [ 18 ] |
| 1–7 листопада           | Джарретт Аллен («Клівленд Кавальєрс») (1/1)       | Пол Джордж («Лос-Анджелес Кліпперс») (1/1)             | [ 19 ] |
| 8–14 листопада          | Кевін Дюрант («Бруклін Нетс») (1/2)               | Стефен Каррі («Голден-Стейт Ворріорс») (2/2)           | [ 20 ] |
| 15–21 листопада         | Янніс Адетокумбо («Мілвокі Бакс») (1/1)           | Дем'єн Ліллард («Портленд Трейл-Блейзерс») (1/1)       | [ 21 ] |
| 22–28 листопада         | Трей Янг («Атланта Гокс») (1/3)                   | Девін Букер («Фінікс Санз») (1/3)                      | [ 22 ] |
| 29 листопада – 5 грудня | Демар Дерозан («Чикаго Буллз») (1/3)              | Донован Мітчелл («Юта Джаз») (1/1)                     | [ 23 ] |
| 6–12 грудня             | Домантас Сабоніс («Індіана Пейсерз») (1/1)        | Леброн Джеймс («Лос-Анджелес Лейкерс») (1/1)           | [ 24 ] |
| 13–19 грудня            | Джейсон Тейтум («Бостон Селтікс») (1/4)           | Карл-Ентоні Таунс («Міннесота Тімбервулвз») (1/3)      | [ 25 ] |
| 20–26 грудня            | Кемба Вокер («Нью-Йорк Нікс») (1/1)               | Шай Гілджеус-Александер («Оклахома-Сіті Тандер») (1/1) | [ 26 ] |
| 27 грудня – 2 січня     | Демар Дерозан («Чикаго Буллз») (2/3)              | Джа Морант («Мемфіс Ґріззліс») (1/2)                   | [ 27 ] |
| 3–9 січня               | Фред ВанВліт («Торонто Репторз») (1/1)            | Джа Морант («Мемфіс Ґріззліс») (2/2)                   | [ 28 ] |
| 10–16 січня             | Даріус Гарленд («Клівленд Кавальєрс») (1/1)       | Девін Букер («Фінікс Санз») (2/3)                      | [ 29 ] |
| 17–23 січня             | Трей Янг («Атланта Гокс») (2/3)                   | Нікола Йокич («Денвер Наггетс») (1/2)                  | [ 30 ] |
| 24–30 січня             | Джоел Ембід («Філадельфія Севенті-Сіксерс») (1/2) | Кріс Пол («Фінікс Санз») (1/1)                         | [ 31 ] |
| 31 січня – 6 лютого     | Паскаль Сіакам («Торонто Репторз») (1/1)          | Брендон Інграм («Нью-Орлінс Пеліканс») (1/1)           | [ 32 ] |
| 7–13 лютого             | Демар Дерозан («Чикаго Буллз») (3/3)              | Лука Дончич («Даллас Маверікс») (1/3)                  | [ 33 ] |
| 28 лютого – 6 березня   | Джейсон Тейтум («Бостон Селтікс») (2/4)           | Карл-Ентоні Таунс («Міннесота Тімбервулвз») (2/3)      | [ 34 ] |
| 7–13 березня            | Кевін Дюрант («Бруклін Нетс») (2/2)               | Лука Дончич («Даллас Маверікс») (2/3)                  | [ 35 ] |
| 14–20 березня           | Джейсон Тейтум («Бостон Селтікс») (3/4)           | Карл-Ентоні Таунс («Міннесота Тімбервулвз») (3/3)      | [ 36 ] |
| 21–27 березня           | Джейсон Тейтум («Бостон Селтікс») (4/4)           | Девін Букер («Фінікс Санз») (3/3)                      | [ 37 ] |
| 28 березня – 3 квітня   | Трей Янг («Атланта Гокс») (3/3)                   | Нікола Йокич («Денвер Наггетс») (2/2)                  | [ 38 ] |
| 4–10 квітня             | Джоел Ембід («Філадельфія Севенті-Сіксерс») (2/2) | Лука Дончич («Даллас Маверікс») (3/3)                  | [ 39 ] |

### Гравець місяця
| Місяць           | Східна конференція                                | Західна конференція                          | Ref    |
| ---------------- | ------------------------------------------------- | -------------------------------------------- | ------ |
| жовтень/листопад | Кевін Дюрант («Бруклін Нетс») (1/1)               | Стефен Каррі («Голден-Стейт Ворріорс») (1/1) | [ 40 ] |
| грудень          | Джоел Ембід («Філадельфія Севенті-Сіксерс») (1/2) | Донован Мітчелл («Юта Джаз») (1/1)           | [ 41 ] |
| січень           | Джоел Ембід («Філадельфія Севенті-Сіксерс») (2/2) | Нікола Йокич («Денвер Наггетс») (1/2)        | [ 42 ] |
| лютий            | Демар Дерозан («Чикаго Буллз») (1/1)              | Лука Дончич («Даллас Маверікс») (1/1)        | [ 43 ] |
| березень/квітень | Янніс Адетокумбо («Мілвокі Бакс») (1/1)           | Нікола Йокич («Денвер Наггетс») (2/2)        | [ 44 ] |

### Новачок місяця
| Місяць           | Східна конференція                       | Західна конференція                       | Ref    |
| ---------------- | ---------------------------------------- | ----------------------------------------- | ------ |
| жовтень/листопад | Еван Моблі («Клівленд Кавальєрс») (1/1)  | Джош Гідді («Оклахома-Сіті Тандер») (1/4) | [ 45 ] |
| грудень          | Франц Вагнер («Орландо Меджик») (1/1)    | Джош Гідді («Оклахома-Сіті Тандер») (2/4) | [ 46 ] |
| січень           | Кейд Каннінгем («Детройт Пістонс») (1/1) | Джош Гідді («Оклахома-Сіті Тандер») (3/4) | [ 47 ] |
| лютий            | Скотті Барнс («Торонто Репторз») (1/2)   | Джош Гідді («Оклахома-Сіті Тандер») (4/4) | [ 48 ] |
| березень/квітень | Скотті Барнс («Торонто Репторз») (2/2)   | Джейлен Грін («Х'юстон Рокетс») (1/1)     | [ 49 ] |

### Тренер місяця
| Місяць           | Східна конференція                              | Західна конференція                       | Ref    |
| ---------------- | ----------------------------------------------- | ----------------------------------------- | ------ |
| жовтень/листопад | Біллі Донован («Чикаго Буллз») (1/1)            | Монті Вільямс («Фінікс Санз») (1/2)       | [ 50 ] |
| грудень          | Ерік Споулстра («Маямі Гіт») (1/1)              | Тейлор Дженкінс («Мемфіс Ґріззліс») (1/1) | [ 51 ] |
| січень           | Джей Бі Бікерстафф («Клівленд Кавальєрс») (1/1) | Монті Вільямс («Фінікс Санз») (2/2)       | [ 52 ] |
| лютий            | Іме Удока («Бостон Селтікс») (1/2)              | Квін Снайдер («Юта Джаз») (1/1)           | [ 53 ] |
| березень/квітень | Іме Удока («Бостон Селтікс») (2/2)              | Джейсон Кідд («Даллас Маверікс») (1/1)    | [ 54 ] |